# Dommartin-lès-Toul
Pour les articles homonymes, voir Dommartin.
Dommartin-lès-Toul est une commune française située dans le département de Meurthe-et-Moselle en région Grand Est.

## Géographie
Le ban communal de Dommartin-lès-Toul, d'une superficie de 687 hectares, est divisé en deux zones morphologiques. De part et d'autre de l'ancienne route Toul-Nancy (et l'autoroute A31 aujourd'hui) se trouvent : au nord, la plaine alluviale de la Moselle dans son lit majeur (altitude moyenne 202 m) au sud, le relief (env. 266 m) laissé par le creusement de la rivière dans les couches plissées des fonds marins, aux âges géologiques.
D'après les données Corine land Cover, le territoire de cette commune comprend (en 2017) près de 50 % de zones agricoles et prairies, à égalité 15 à 16 % de forêts et zones urbanisées et fait remarquable, 11 % de surfaces en eau.
Dans ce relief, arrosé par la Moselle (rivière), le village (zonages cadastraux A) s'étend au sud de la route d'accès à Toul, tandis qu'un zone commerçante (zonage ZL) a pris place au raccordement entre cette liaison et la route vers Villey-le-Sec (D 909). Les bois communaux (zonage OB) ferment l'espace au sud-est et le ban de la commune voisine (Gondreville) au nord-est.
Les terres du lit de la Moselle sont en prairies ou cultures ou font l’objet d'exploitations de gravières (ZH et  ZO).
| Toul                  | Toul                  | Gondreville           |
| Toul                  | Dommartin-lès-Toul    | Villey-le-Sec         |
| Chaudeney-sur-Moselle | Chaudeney-sur-Moselle | Chaudeney-sur-Moselle |

### Hydrographie
La commune est dans le bassin versant du Rhin au sein du bassin Rhin-Meuse. Elle est drainée par la Moselle,.
La Moselle, d'une longueur totale de 560 kilomètres dont 314 kilomètres en France, prend sa source dans le massif des Vosges au col de Bussang et se jette dans le Rhin à Coblence en Allemagne. Les caractéristiques hydrologiques de la Moselle sont données par la station hydrologique située sur la commune de Toul. Le débit moyen mensuel est de 62,3 m3/s. Le débit moyen journalier maximum est de 1 110 m3/s, atteint lors de la crue du 10 avril 1983. Le débit instantané maximal est quant à lui de 1 190 m3/s, atteint le même jour.

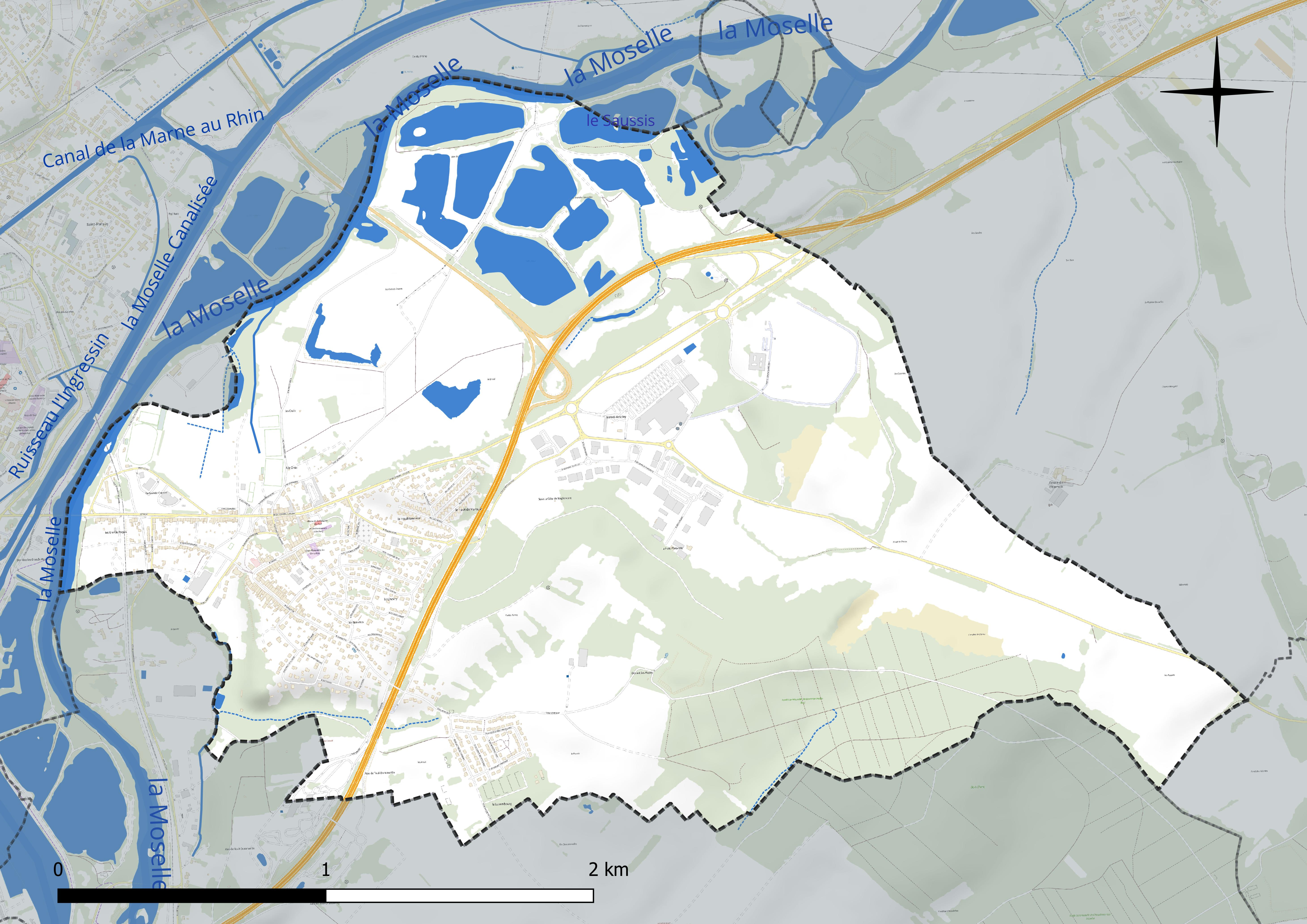
Réseau hydrographique de Dommartin-lès-Toul.

Un plan d'eau complète le réseau hydrographique : le Saussis, d'une superficie totale de 6,2 ha (2,8 ha sur la commune),.

### Climat
Pour des articles plus généraux, voir Climat du Grand Est et Climat de Meurthe-et-Moselle.
En 2010, le climat de la commune est de type climat des marges montargnardes, selon une étude du Centre national de la recherche scientifique s'appuyant sur une série de données couvrant la période 1971-2000. En 2020, Météo-France publie une typologie des climats de la France métropolitaine dans laquelle la commune est dans une zone de transition entre le climat océanique altéré et le climat océanique altéré et est dans la région climatique  Lorraine, plateau de Langres, Morvan, caractérisée par un hiver rude (1,5 °C), des vents modérés et des brouillards fréquents en automne et hiver. 
Pour la période 1971-2000, la température annuelle moyenne est de 9,7 °C, avec une amplitude thermique annuelle de 16,7 °C. Le cumul annuel moyen de précipitations est de 828 mm, avec 12,3 jours de précipitations en janvier et 9,2 jours en juillet. Pour la période 1991-2020, la température moyenne annuelle observée sur la station météorologique de Météo-France la plus proche, « Nancy-Ochey », sur la commune d'Ochey à 10 km à vol d'oiseau, est de 10,5 °C et le cumul annuel moyen de précipitations est de 810,4 mm. 
La température maximale relevée sur cette station est de 39,6 °C, atteinte le 25 juillet 2019 ; la température minimale est de −19,1 °C, atteinte le 12 janvier 1987,,. 
Les paramètres climatiques de la commune ont été estimés pour le milieu du siècle (2041-2070) selon différents scénarios d'émission de gaz à effet de serre à partir des nouvelles projections climatiques de référence DRIAS-2020. Ils sont consultables sur un site dédié publié par Météo-France en novembre 2022.

## Urbanisme

### Typologie
Au 1er janvier 2024, Dommartin-lès-Toul est catégorisée ceinture urbaine, selon la nouvelle grille communale de densité à sept niveaux définie par l'Insee en 2022.
Elle appartient à l'unité urbaine de Toul, une agglomération intra-départementale regroupant quatre  communes, dont elle est une commune de la banlieue,,. Par ailleurs la commune fait partie de l'aire d'attraction de Nancy, dont elle est une commune de la couronne,. Cette aire, qui regroupe 353 communes, est catégorisée dans les aires de 200 000 à moins de 700 000 habitants,.

### Occupation des sols
L'occupation des sols de la commune, telle qu'elle ressort de la base de données européenne d’occupation biophysique des sols Corine Land Cover (CLC), est marquée par l'importance des territoires agricoles (48 % en 2018), en diminution par rapport à 1990 (62,2 %). La répartition détaillée en 2018 est la suivante : terres arables (24,9 %), zones urbanisées (16,7 %), forêts (15,7 %), prairies (13,7 %), eaux continentales (11,3 %), zones industrielles ou commerciales et réseaux de communication (8,3 %), zones agricoles hétérogènes (7 %), cultures permanentes (2,4 %). L'évolution de l’occupation des sols de la commune et de ses infrastructures peut être observée sur les différentes représentations cartographiques du territoire : la carte de Cassini (XVIIIe siècle), la carte d'état-major (1820-1866) et les cartes ou photos aériennes de l'IGN pour la période actuelle (1950 à aujourd'hui).

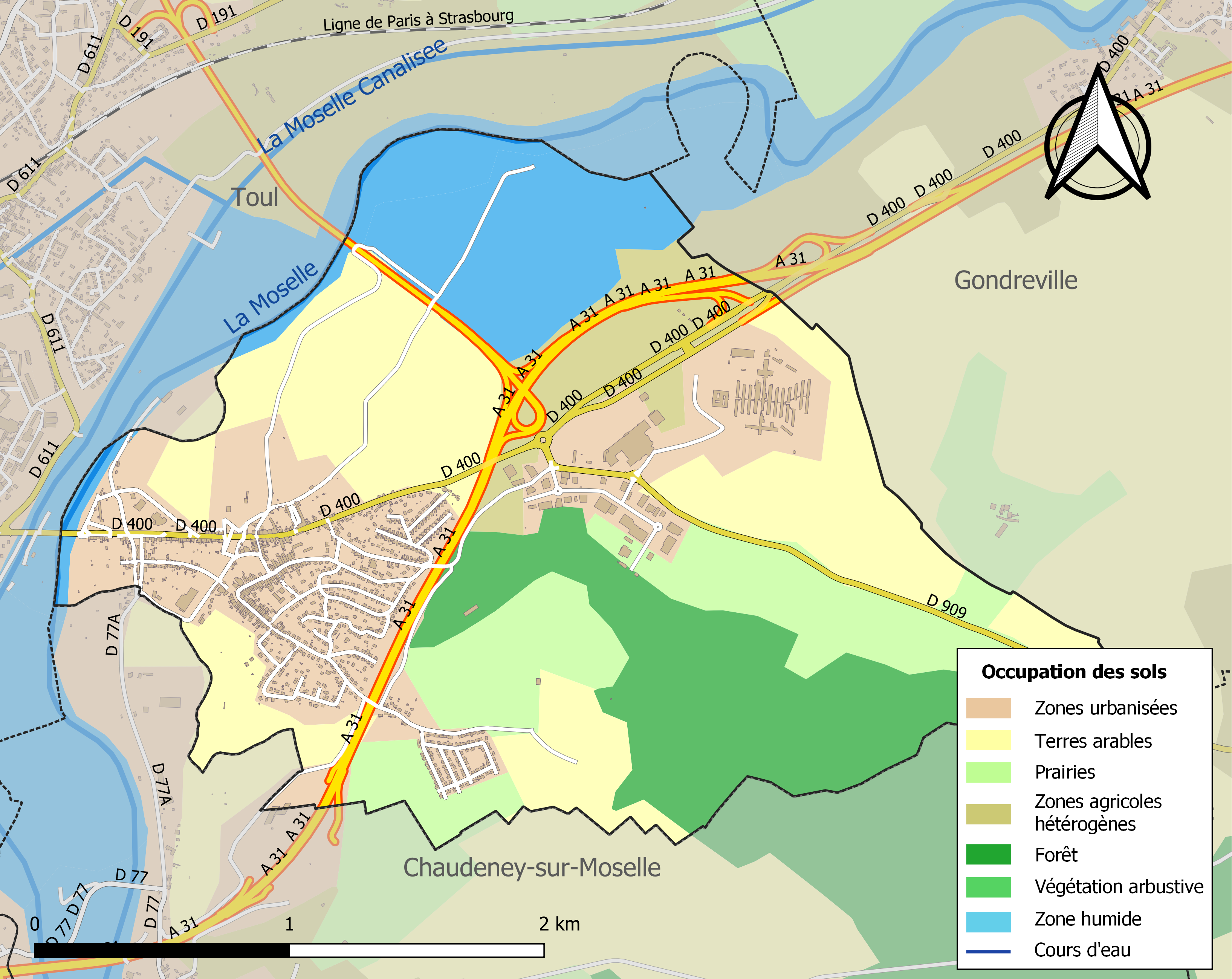
Carte des infrastructures et de l'occupation des sols de la commune en 2018 (CLC).

## Toponymie
Ecclesia Domni Martini cum villa et sylva (890), Domnus Martinus secus Mosellam (XIIe siècle), Dompmartin-sus-Muselle (1346) et Dompnus Martinus ante Tullum (1384), sont les graphies rencontrées dans le Dictionnaire topographique du département de la Meurthe.
Ce type de toponyme, qui fait d'un saint le maître et le protecteur d'un lieu et de ses habitants, est particulièrement fréquent au haut Moyen Âge. En l'espèce, le nom du village apparaît en 880 sous la forme latinisée (ecclesia) Domni Martini cum villa et sylva (église de Saint-Martin/Dommartin avec le village et le bois).
Il a d'abord été situé par rapport à la Moselle : Domnus Martinus secus Mosellam au XIIe siècle et « Dommartin-sur-Moselle » en 1346, avant de l'être par rapport à Toul : Dompnus Martinus ante Tullum (littéralement Dommartin devant Toul) en 1384, enfin « Dommartin-les-Toul » en 1862.

## Histoire
La carte géologique du Toulois montre que des terrains mésozoïques appartenant aux systèmes triasique et jurassique affleurent en Lorraine et notamment à Dommartin (toarcien, bajocien...). Or, Les terrains toarciens (Jurassique Inférieur) d'Europe occidentale sont bien connus pour leurs grandes richesses paléontologiques. (Les falaises de Whitby, le long des côtes du Yorkshire (Angleterre) et, surtout, les célèbres carrières d'Holzmaden, dans le Baden-Wurttemberg (Allemagne), sont les gisements toarciens les mieux connus).

Ceci explique la découverte d'un squelette de Steneosaurus, et de dents de crocodiliens sur le ban de la commune.

Musée d'Art et d'Histoire de Toul
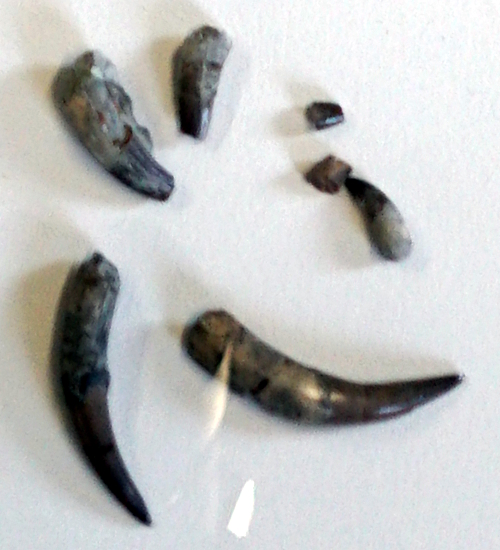
Dents de crocodiliens trouvés à Dommartin.
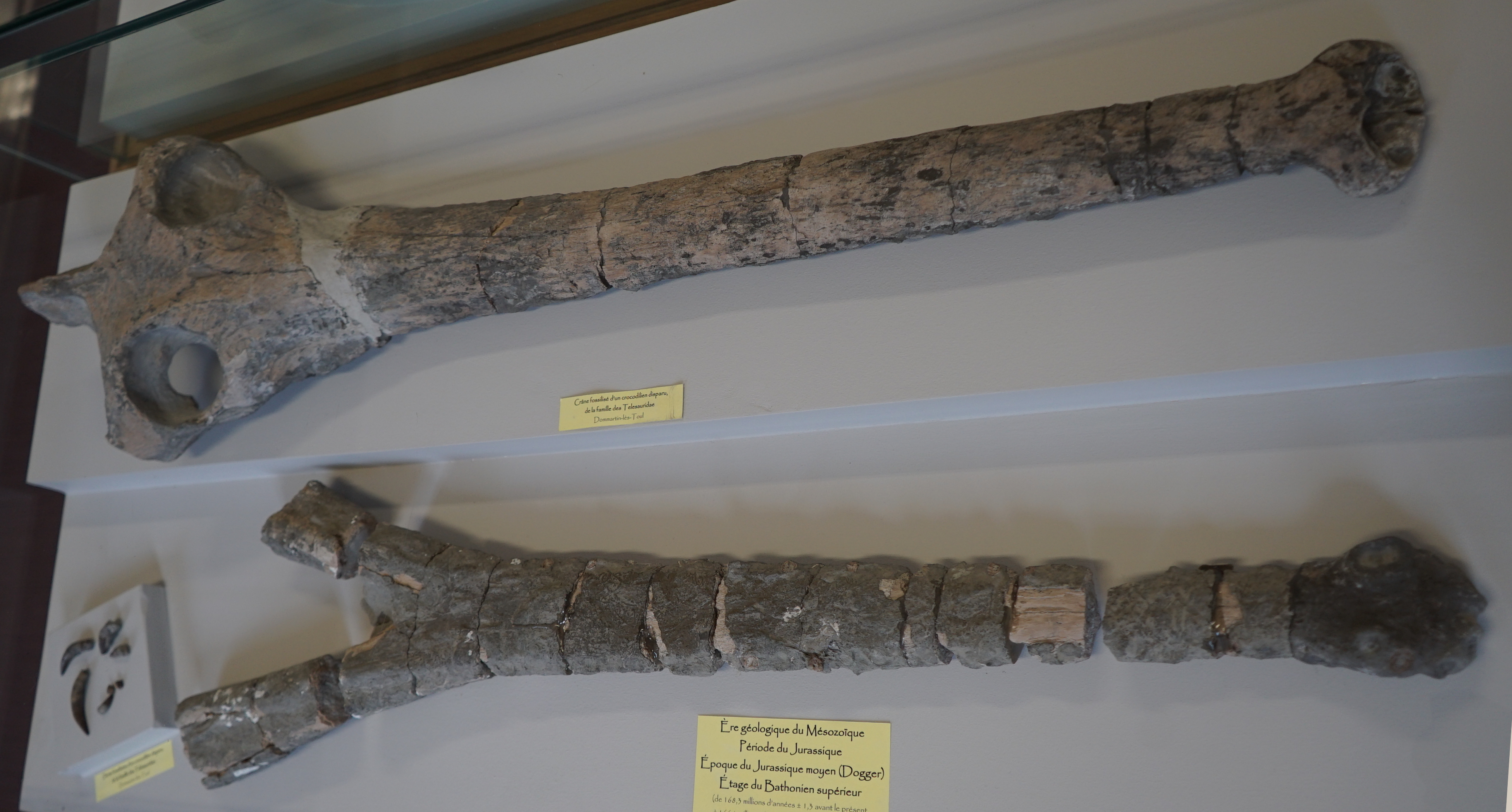
Steneosaurus.

### Préhistoire
Dans une publication faisant l'état des connaissances de l'exploitation de la pierre avant l'age du bronze dans la vallée de la Moselle, Abel Lieger et R. Marquet expliquent ainsi la découverte régulière d'outils en quartzite taillés comme à Dommartin :
"Arrosé par la Moselle, qui dessine sa grande boucle à l'ouest de Nancy, et par ses affluents, l'Ache, le Terrouin, la Bouvade, le Toulois est constitué par un plateau creusé de nombreuses vallées et dominé par des côtes boisées, dont les sommets atteignent 350 à 400 m. Sa situation privilégiée pour la pêche et la chasse dut attirer et fixer très tôt les populations primitives. Les sols sableux des vallées et des terrasses, faciles à cultiver, permirent de bonne heure des établissements sédentaires."

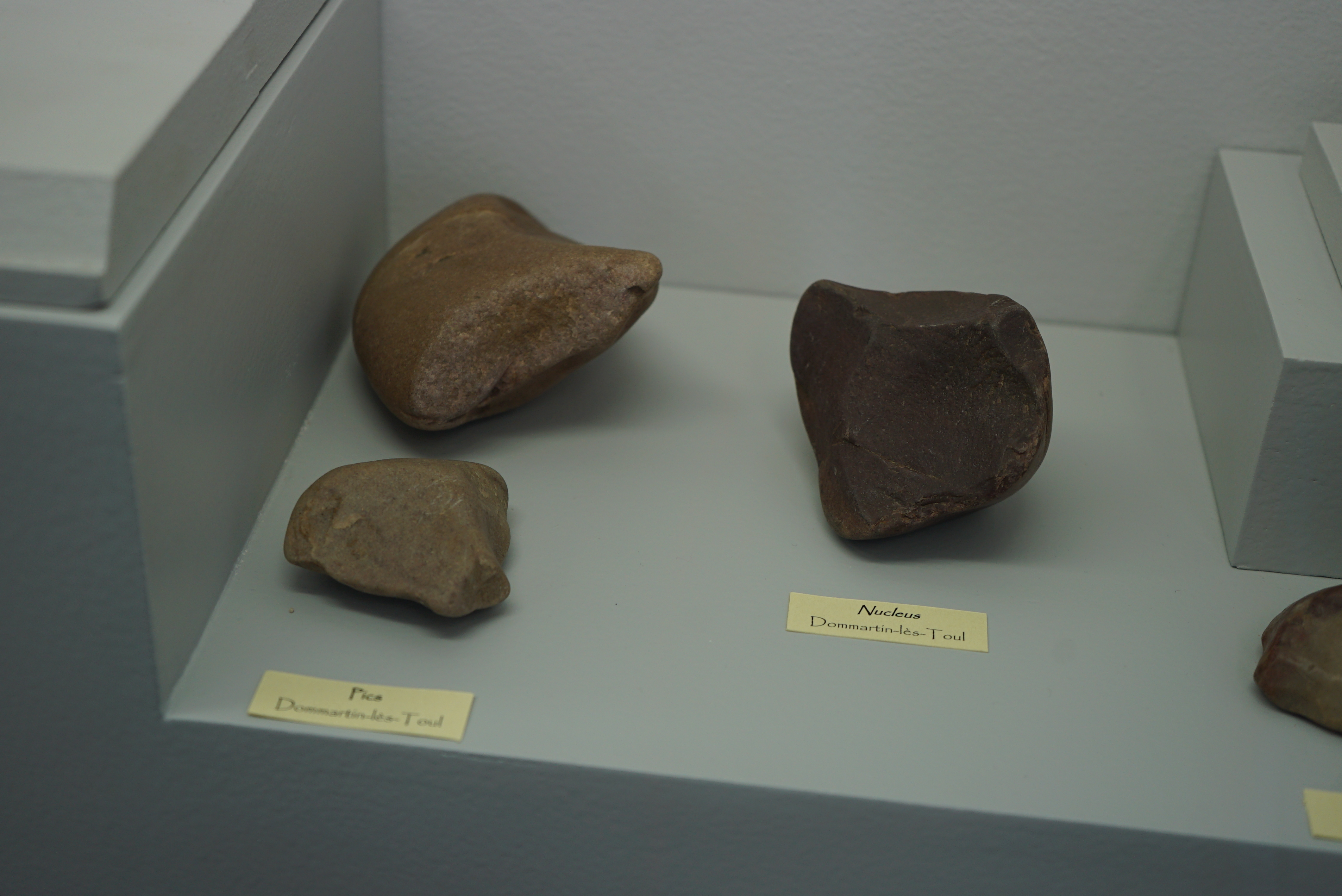
Nucléus pour le débitage d'outils (-Musée de Toul).

### Epoque romaine
Le répertoire archéologique de Jules Beaupré cite M. Dufresne qu'une publication des études touloises reprend en ces termes :
 A 3 km de Toul, à gauche de la route de Toul à Nancy, entre Dommartin et Gondreville, à "l'Ancien Couvent", sur une superficie considérable, s'étendaient les vestiges d'une villa gallo-romaine, recouverts d'une quantité de débris de tuileaux, de briques, de poteries. Sis sur le versant de la colline, face à Toul, le bâtiment principal comprenait un autel quadrangulaire décoré d'un bas-relief sur chaque face, enjolivé d'une quantité de marbre de toutes couleurs, avec peintures à fresques, poteries fines, fibules, médailles.
Abel Liéger signale la découverte d'une dépendance de la villa citée au moment de la construction de la station d'épuration de l'ancien hôpital militaire Jeanne-d'Arc.
D'autres découvertes dans la rivière Moselle, sur la ban de la commune sont signalées dans la carte archéologique de la Gaule (CAG), fragments de stèles funéraires (portant ascia) et meule à grains.

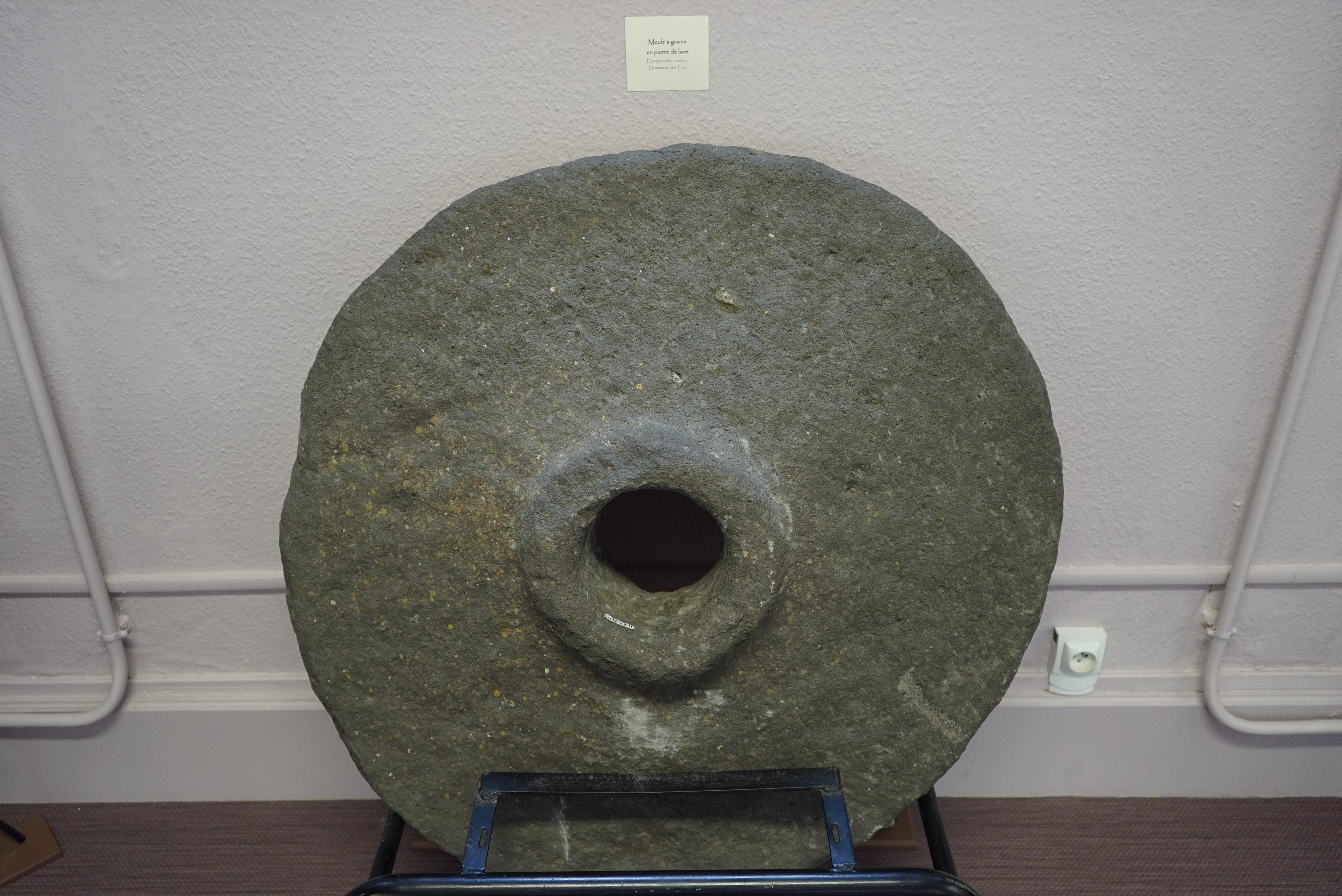
Meule à grains (rhyolithe des Vosges).

### Moyen Âge
Dom Calmet évoque, au XVIIIe siècle entre autres les intérêts architecturaux dans cette commune par ces mots :  
"On voit dans ce lieu une belle maison avec une galerie ou colonnade, ornée de figures de pierres en sculpture, bâtie par messire Pierre Gaut(h)ier, doyen de la cathédrale de Toul, lequel a légué cette maison pour en faire un hôpital général, pour les pauvres de Toul, qui le possèdent aujourd'hui. Il y a une chapelle sous l'invocation de Saint Pierre, patron du fondateur. L'archevêque Herbert rapporte que saint Bernard opéra un miracle à Dommartin."
La paroisse, qui dépend de l'évêché de Toul, est située en Lotharingie, royaume issu du partage de l'empire de Charlemagne. Son nom fait référence à l'église de Saint-Martin de Tours et l'influence de l'Église est forte, à cette époque, dans toutes les décisions politiques.
Dommartin-lès-Toul est alors sous la protection du comte de Toul, qui ne parvint cependant pas à faire obstacle aux invasions hongroises et normandes.
On estime alors la population à environ 180 habitants dont la vie était organisée autour de la culture du blé et de la vigne ainsi que de l'élevage au profit des moines de l'abbaye de Saint-Epvre. La traversée de la Moselle à cette époque, pour rejoindre Toul, reste encore une énigme de nos jours (pont, bac, gué).

### Epoque moderne
Il y a, sur le territoire communal, au lieu-dit du même nom, un ouvrage (redoute) du système fortifié Seré de Rivières. On rapporte la présence du Frontstalag 162 pendant la Seconde Guerre mondiale.

## Politique et administration
| Période                                  | Période                   | Identité                                      | Étiquette | Qualité                       |
| ---------------------------------------- | ------------------------- | --------------------------------------------- | --------- | ----------------------------- |
| Les données manquantes sont à compléter. |                           |                                               |           |                               |
| mars 2001                                | mars 2008                 | Maurice Gerardin                              | DVD       |                               |
| mars 2008                                | En cours (au 25 mai 2020) | Laurent Guyot, Réélu pour le mandat 2020-2026 |           | Cadre de la fonction publique |

## Population et société

### Démographie
L'évolution du nombre d'habitants est connue à travers les recensements de la population effectués dans la commune depuis 1793. Pour les communes de moins de 10 000 habitants, une enquête de recensement portant sur toute la population est réalisée tous les cinq ans, les populations de référence des années intermédiaires étant quant à elles estimées par interpolation ou extrapolation. Pour la commune, le premier recensement exhaustif entrant dans le cadre du nouveau dispositif a été réalisé en 2008.

En 2022, la commune comptait 1 991 habitants, en évolution de −0,8 % par rapport à 2016 (Meurthe-et-Moselle : −0,13 %, France hors Mayotte : +2,11 %).
| 1793 | 1800 | 1806 | 1821 | 1831 | 1836 | 1841 | 1846 | 1851 |
| ---- | ---- | ---- | ---- | ---- | ---- | ---- | ---- | ---- |
| 370  | 415  | 445  | 496  | 550  | 537  | 554  | 563  | 609  |

| 1856 | 1861 | 1872 | 1876 | 1881 | 1886 | 1891 | 1896 | 1901 |
| ---- | ---- | ---- | ---- | ---- | ---- | ---- | ---- | ---- |
| 560  | 566  | 543  | 621  | 585  | 594  | 673  | 878  | 883  |

| 1906 | 1911 | 1921  | 1926  | 1931  | 1936  | 1946 | 1954 | 1962  |
| ---- | ---- | ----- | ----- | ----- | ----- | ---- | ---- | ----- |
| 969  | 989  | 1 301 | 1 057 | 1 820 | 1 980 | 892  | 971  | 1 081 |

| 1968  | 1975  | 1982  | 1990  | 1999  | 2006  | 2008  | 2013  | 2018  |
| ----- | ----- | ----- | ----- | ----- | ----- | ----- | ----- | ----- |
| 1 004 | 1 218 | 1 714 | 1 639 | 1 644 | 1 917 | 1 994 | 1 991 | 1 962 |

| 2022  | - | - | - | - | - | - | - | - |
| ----- | - | - | - | - | - | - | - | - |
| 1 991 | - | - | - | - | - | - | - | - |

## Économie
Les historiens s'accordent à décrire une économie essentiellement agricole et viticole, au XIXe siècle :   
« Surface territ., 684 hect. Cadastrés, dont 246 en terres labour., 123 en vignes d'un assez bon produit, quoique le vin soit dur, et 53 en prés. L'hectare semé en blé et orge peut rapporter de 12 à 13 hectol., en seigle 15, en avoine 13 ; planté en vignes 20 hectol. Vaches et brebis. Principale culture : la vigne »,

### Secteur primaire ouAgriculture
Le secteur primaire comprend, outre les exploitations agricoles et les élevages, les établissements liés à l’exploitation de la forêt et les pêcheurs.
D'après le recensement agricole 2010 du Ministère de l'agriculture (Agreste), la commune de Dommartin-lès-Toul était majoritairement orientée sur la polyculture et le poly-élevage (auparavant même production ) sur une surface agricole utilisée d'environ 300 hectares (inférieure à la surface cultivable communale) en diminution depuis 1988 - Le cheptel en unité de gros bétail s'est réduit de 318 à 210 entre 1988 et 2010. Il n'y avait plus que 1 (8 auparavant) exploitations agricoles ayant leur siège dans la commune employant 2 unités de travail, (9 auparavant).

## Culture locale et patrimoine

### Lieux et monuments

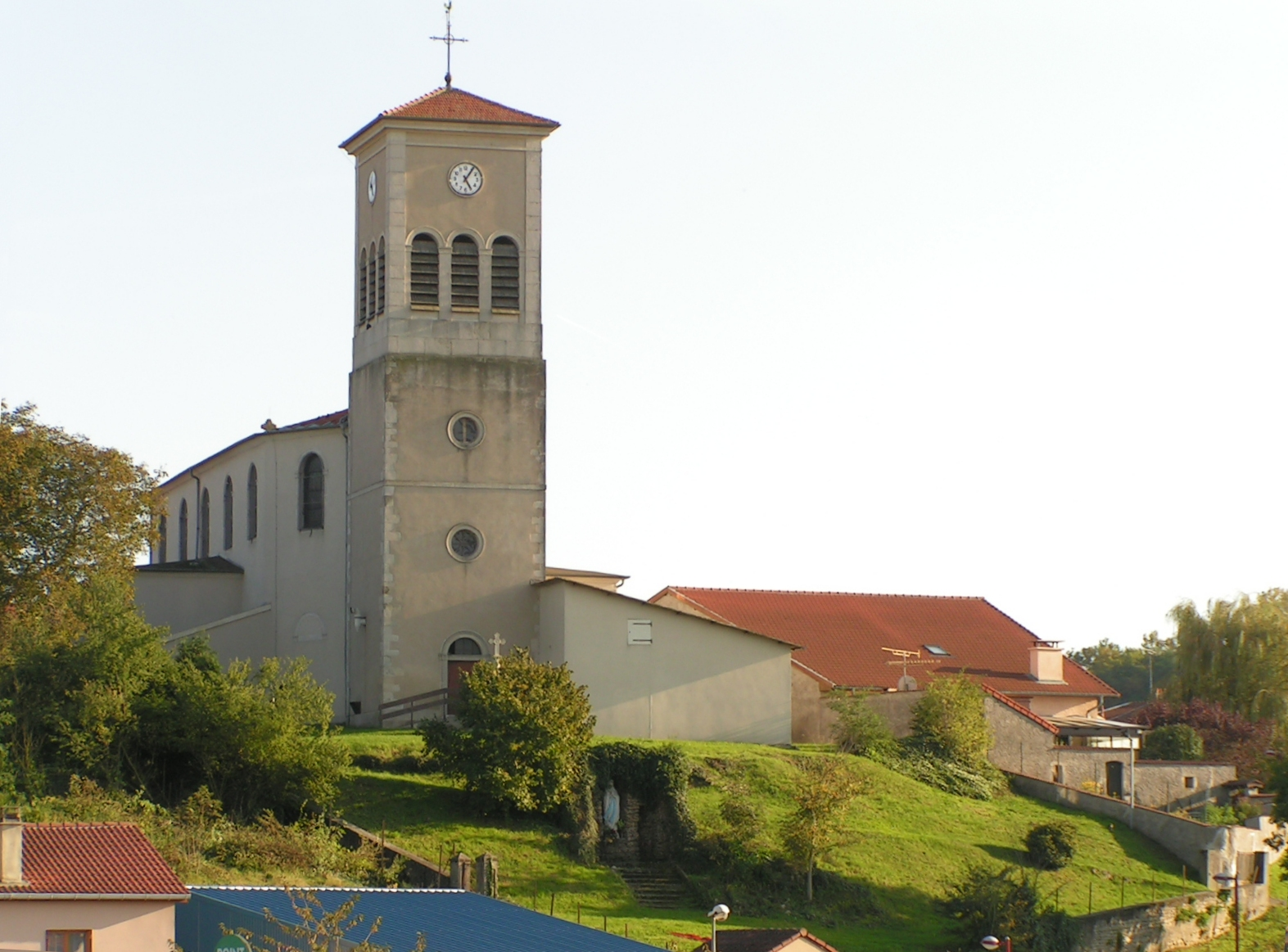
Église Saint-Martin.

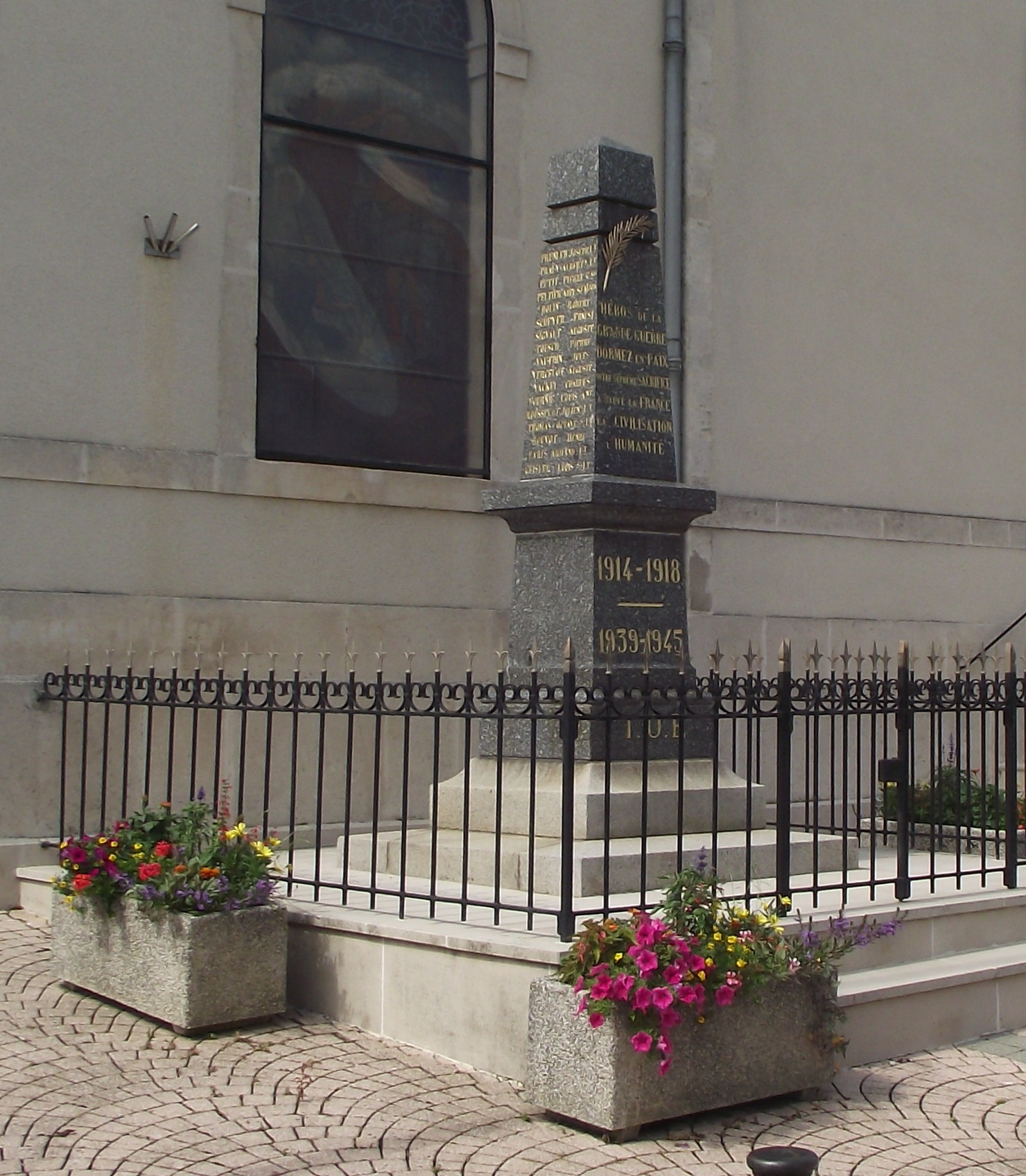
Monument aux morts.

- Vestiges de villa gallo-romaine au lieu-dit l'Ancien Couvent.
- [40] Ancien château des comtes de Fontenoy.
- Ancienne redoute.
- Monument aux morts.

L'église Saint-Martin de Dommartin-lès-Toul a été construite en 1841 en remplacement de celle consacrée vers 750 et devenue trop exiguë. L'ancienne église avait été conçue de style roman mais son état de délabrement à l'époque ne permettait pas de réfection utile. La nouvelle église fut construite sur les plans de l'architecte Antoine dans le style des basiliques romaines.

### Personnalités liées à la commune
Johnny Hallyday y est passé pour signer un autographe à une habitante.

### Héraldique
| Blason de Dommartin-lès-Toul | Blason  | D'azur au pont de sable de cinq arches sur une rivière ondée d'argent accompagné de trois cailloux d'or rangés en chef. |
| Blason de Dommartin-lès-Toul | Détails | Les armoiries renvoient au pont sur la Moselle qui relie Dommartin-lès-Toul à Toul.                                     |